# Campionato francese di rugby a 15 1962-1963
Il Campionato francese di rugby a 15 1961-1962 fu disputato da 56 squadre divise in 7 gironi di 8 squadre. Le prime 4 di ogni poule e le due migliori quinte, per un totale di 32, sono qualificate alla fase ad eliminazione diretta.
Il successo ha arriso allo  Stade montois che ha battuto la US Dax. Per la prima volta dal 1934 hanno disputato la finale due squadre dello stesso dipartimento (Landes)

## Fase di qualificazione
In grassetto le qualificate al turno successivo
| - SU Agen - Stade dijonnais - CA Lannemezan - La Voulte - US Marmande - USA Perpignan - SA Saint-Sever - Stade bordelais UC | - SC Angoulême - AS Béziers - Biarritz Olympique - CA Brive - RC Chalone - USA Limoges - Toulouse Olympique EC - RC Vichy                  | - SC Albi - Aviron bayonnais - FC Lourdes - SC Mazamet - US Montauban - Paris Universitè CLub - Stade toulousain - Tyrosse RCS |
| - Stade aurillacois - US Dax - Espéraza - US Romans - Stade montois - RC Narbonne - RC Toulon - CS Vienne                   | - Stade beaumontois - Castres Olympique - SO Chambéry - Lyon OU - CA Périgueux - Racing club de France - FC Saint-Claude - Stade rochelais | - FC Auch - Cahors - US Carmaux - US Cognac - CO Le Creusot - SC Graulhet - AS Montferrand - Valence                           |
| - CA Bègles - Figeac - Foix - FC Grenoble - Section paloise - Saint-Girons SC - Stadoceste tarbais - SC Tulle               | | |

## Sedicesimi di finale
In grassetto le qualificate al turno successivo
| Squadra 1          | Squadra 2             | Risultato |
| ------------------ | --------------------- | --------- |
| Stade montois      | CS Vienne             | 17-11     |
| Biarritz olympique | CA Brive              | 8-3       |
| RC Chalone         | SU Agen               | 12-3      |
| RC Vichy           | CA Bègles             | 11-0      |
| FC Lourdes         | SC Mazamet            | 14-6      |
| Stadoceste tarbais | Paris Universitè CLub | 8-0       |
| Cahors             | Castres Olympique     | 25-6      |
| Stade bordelais UC | Stade toulousain      | 9-6       |
| US Dax             | Stade aurillacois     | 21-3      |
| RC Toulon          | Racing                | 21-14     |
| SO Chambéry        | SC Graulhet           | 17-9      |
| La Voulte          | Lyon OU               | 11-3      |
| FC Grenoble        | CA Lannemezan         | 10-6      |
| SC Tulle           | CA Périgueux          | 12-5      |
| AS Béziers         | Section paloise       | 6-3       |
| FC Auch            | AS Montferrand        | 12-6      |

## Ottavi di Finale
In grassetto le qualificate al turno successivo
| Squadra 1     | Squadra 2          | Risultato |
| ------------- | ------------------ | --------- |
| Stade montois | Biarritz olympique | 14-6      |
| RC Chalone    | RC Vichy           | 6-0       |
| FC Lourdes    | Stadoceste tarbais | 12-3      |
| Cahors        | Stade bordelais UC | 3-0       |
| US Dax        | RC Toulon          | 8-3       |
| SO Chambéry   | La Voulte          | 6-5       |
| FC Grenoble   | SC Tulle           | 22-3      |
| AS Béziers    | FC Auch            | 11-6      |

## Quarti di finale
In grassetto le qualificate al turno successivo
| Squadra 1     | Squadra 2   | Risultato |
| ------------- | ----------- | --------- |
| Stade montois | RC Chalone  | 9-3       |
| FC Lourdes    | Cahors      | 3-0       |
| US Dax        | SO Chambéry | 6-5       |
| FC Grenoble   | AS Béziers  | 9-3       |

## Semifinali
In grassetto le qualificate al turno successivo
| Squadra 1     | Squadra 2   | Risultato |
| ------------- | ----------- | --------- |
| Stade montois | FC Lourdes  | 9-8       |
| US Dax        | FC Grenoble | 5-0       |

## Finale
| Arbitro: | Albert Capelle |

| |            | |
| mete: A.Boniface drop: A.Boniface, Lestage | Marcatori  | mete: J.C.Lasserre, drop: P.Albaladejo |
| Pierre Cazals, Bernard Ces, Jean-Baptiste Amestoy, Paul Tignol, Guy Urbieta, Gilbert Hilcocq, Bernard Couralet, Fernand Martinez, Pierre Lestage, Alain Caillau, André Boniface, Guy Boniface, Christian Darrouy, Jacques Gourgues | Formazioni | André Bérilhe, Léon Berho, Christian Lasserre, Jean-Claude Labadie, Marcel Cassiède, Bernard Dutin, Gaston Dubois, Claude Contis, Jean-Claude Lasserre, Pierre Albaladejo, Raymond Albaladejo, Jacques Bénédé, Henri Willems, Claude Darbos, Pierre Barbe |

Lestage realizzò il drop decisivo al 75' . Lo Stade Montois centra il titolo alla sua quarta finale. Terza sconfitta in finale per il Dax.